# Niederrheinische Sparkasse RheinLippe
Die Niederrheinische Sparkasse RheinLippe (so die Eigenschreibweise, kurz: Nispa) ist eine öffentlich-rechtliche Sparkasse mit Sitz in Wesel am Niederrhein in Nordrhein-Westfalen. Ihr Geschäftsgebiet erstreckt sich über die Städte Wesel, Dinslaken, Hamminkeln und Voerde sowie die Gemeinden Schermbeck und Hünxe – alle im Kreis Wesel.

## Organisationsstruktur
Die Nispa ist eine Anstalt des öffentlichen Rechts. Rechtsgrundlagen sind das Sparkassengesetz für Nordrhein-Westfalen und die erlassene Satzung. Organe der Sparkasse sind der Vorstand und der Verwaltungsrat.
Die Nispa  betreibt in ihrem Geschäftsgebiet, neben 19 Kunden-Centern und 20 SB-Stellen, auch ein Immobilien-Center und ein Versicherungs-Center.

## Geschäftsausrichtung
Die Nispa betreibt als Sparkasse das Universalbankgeschäft. Sie ist Marktführer in ihrem Geschäftsgebiet.  Die Niederrheinische Sparkasse RheinLippe wies im Geschäftsjahr 2023 eine Bilanzsumme von 3,507 Mrd. Euro aus und verfügte über Kundeneinlagen von 2,826 Mrd. Euro. Gemäß der Sparkassenrangliste 2023 liegt sie nach Bilanzsumme auf Rang 142. Sie unterhält 35 Filialen/Selbstbedienungsstandorte und beschäftigt 610 Mitarbeiter. 
Neben dem Vertrieb von Krediten und Geldanlagen gehören die Vermittlung von Versicherungs- und Bausparverträgen sowie der Vertrieb von Investmentfonds zu ihrem Kerngeschäft. Im Verbundgeschäft arbeitet die Nispa unter anderem mit der westdeutschen Landesbausparkasse (LBS), der Provinzial Rheinland Versicherung, der DekaBank und der Deutschen Leasing AG zusammen. Im Versicherungs-Geschäft werden durch das Versicherungs-Center als freie Agentur über eine Vermittlungsplattform auch Produkte der meisten Versicherungsgesellschaften angeboten.

## Geschichte
Die heutige Nispa ist eine Zweckverbandssparkasse für die Kommunen Wesel, Dinslaken, Hamminkeln, Voerde, Schermbeck und Hünxe. Sie wurde im Jahr 1827 als Städtische Sparkasse zu Wesel gegründet. Am 1. Januar 2016 fusionierte die ehemalige Verbands-Sparkasse Wesel mit der Sparkasse Dinslaken-Voerde-Hünxe zu dieser neuen Sparkasse.

## Spenden und Sponsoring
Die Niederrheinische Sparkasse RheinLippe fördert verschiedene gemeinnützige Vereine und Institutionen in ihrem Geschäftsgebiet finanziell. So wurden im Jahr 2021 im Geschäftsgebiet Wesel, Dinslaken, Hamminkeln, Voerde, Schermbeck und Hünxe insgesamt 1,3 Millionen Euro an Vereine und Einrichtungen ausgeschüttet, die einen sportlichen, kulturellen oder sozialen Zweck verfolgen.
Zum 150-jährigen Bestehen des einen Vorgängers Verbands-Sparkasse Wesel wurde im Jahre 1977 die "Jubiläumsstiftung der Verbands-Sparkasse Wesel" gegründet. Das Stiftungsvermögen von damals 255.600 Euro wurde zwischenzeitlich auf 3.900.000 Euro aufgestockt. Zweck der Jubiläumsstiftung ist die Förderung der Heimatpflege, Heimatkunde, der heimischen Kunst und des Sports sowie die Förderung jugendpflegerischer und sozialer Aufgaben und Einrichtungen im Geschäftsgebiet der Verbands-Sparkasse. Zu den durch die Stiftung geförderten Projekten zählen der Bau einer Leichtathletik-Halle am Aue-Stadion sowie verschiedene Jugendhäuser. Insgesamt wurden seit Bestehen der Jubiläumsstiftung Maßnahmen in Höhe von insgesamt 2.024.119 Euro gefördert.
Darüber hinaus gibt es noch die Sparkassen-Bürgerstiftung für Dinslaken-Voerde-Hünxe. Diese wurde am 14. August 2001 als selbständige, rechtsfähige Stiftung des bürgerlichen Rechts im Sinne des § 2 StiftG NW als Bürgerstiftung für Dinslaken-Voerde-Hünxe errichtet. Zweck der Bürgerstiftung ist die Förderung von Kunst und Kultur, der Jugend und Jugendhilfe, der Altenhilfe und -pflege, der Wohlfahrtspflege, des Sports und des Umwelt- und Tierschutzes sowie der Denkmalpflege und Heimatpflege/-kunde. Dabei werden ausschließlich gemeinnützige Zwecke im Sinne des Abschnittes "Steuerbegünstigte Zwecke" der Abgabenordnung verfolgt. Details zu den Stiftungszwecken können dem §2 der Stiftungssatzung entnommen werden. Die Förderung ist auf das Gebiet der genannten Kommunen Dinslaken, Voerde und Hünxe beschränkt, das heißt, entscheidend ist der Ort der Realisierung und nicht der Sitz des Förderungsempfängers. Die Stiftung stellt somit sicher, dass finanzielle Mittel für die Förderung der Region dauerhaft zur Verfügung stehen. Das derzeitige Stiftungsvermögen beträgt rund 3,25 Mio. Euro. Seit der Gründung wurden insgesamt Fördermittel für mehr als 130 Projekte mit einer Gesamtsumme von ca. 1,2 Mio. Euro finanziell unterstützt.